# Variations du développement
L'évolution, souvent expliquée par les mutations et par la sélection, contient de la variation dans le développement des espèces et des individus.
La variation du développement explique les variations observées entre les individus ou entre les espèces lors du développement pour un gène, une ontogénie ou alors pour un phénotype (Arthur, 2002). On peut alors dire que la variation du développement se rapproche en quelque sorte de la diversité génétique. Dans le cas où, il y a une présence de plusieurs degrés différents de variétés génétiques qui vont alors être lié par, comme dit précédemment, par la sélection naturelle, ou l’environnement qui peut être une des causes principales de ces variations.
Il est possible de mesurer la variation en faisant une série d’observations dans un échantillon. Généralement, les expressions phénotypiques différentes qui sont observées proviendraient chacune d’une observation. Ces phénotypes varieraient selon des facteurs génétiques, environnementaux ou alors une interaction entre les deux (Willmore, Young et Richtsmeier, 2007).

## Variation intraspécifique

Figure 1 : Image expliquant la transmission des mutations favorables, menant aux variations observées, dans une population selon les générations.

Bien qu’il soit évident qu’il y ait des variations entre les différentes espèces, ces changements dans le développement auraient commencé à l’échelle intraspécifique, par exemple dans la taille des individus ou alors pour l’origine cellulaire de certains organes. Ces variations, exposées entre autres par des phénotypes différents, pourraient résulter de la sélection naturelle. En effet, elles seraient apparues dans certaines populations de l’espèce vivant dans un environnement particulier. Elles pourraient aussi provenir de la sélection artificielle, notamment pour l’agriculture (Arthur, 2002).
Bien sûr, l’environnement peut influencer le développement, mais il ne faut toutefois pas oublier que les variations développementales peuvent aussi provenir des modifications dans la régulation des gènes. Afin de déterminer si les gènes sont en cause d’une variation phénotypique, il faut s’attarder à la variation moléculaire en elle-même afin de permettre de faire un lien entre les mutations naturelles des individus et la variation phénotypique observée. Pour arriver à déterminer ces variations moléculaires, il faut se baser sur les mutations qui se trouvent à une fréquence raisonnable dans les populations naturelles ou alors à celles qui permettent de différencier les espèces. Toutefois, la prudence est de mise car il n’est pas possible de simplement généraliser de la variation génotypique à la variation phénotypique. Dans ce cas, il faut plutôt utiliser l’approche inverse, c’est-à-dire qu’il conviendrait d’identifier les mutations génétiques qui sont responsables de la variation phénotypique observée. Pour ce faire, il est possible d’utiliser des méthodes de cartographie des locus quantitatifs ainsi que des marqueurs génétiques moléculaires. Étonnement, certaines études montrent que certains locus sont responsables de plusieurs variations observées dans le développement. Cependant, il est plus courant que les variations qui apparaissent proviennent de plusieurs petites mutations moléculaires. Il a été supposé que les variations développementales s'accumulent seulement dans quelques locus puisqu’il n’y a que peu de gènes dirigent le développement du caractère phénotypique. C’est pourquoi les gênes, pris individuellement, jouent fréquemment de multiples rôles dans le développement. Dû à cela, il est possible que de nombreuses mutations s’accumulent dans certaines régions régulatrices de locus individuels afin de participer à la variation de certains traits spécifiques (Stern, 2000).

## Biologie du développement écologique évolutionnaire
Aussi appelée Éco-évo-dévo, la biologie du développement écologique évolutionnaire (en) participe à la variation dans le développement des êtres vivants (Gilbert, Bosch et Ledón-Rettig, 2015).

Figure 2 : Représentation d'un changement de phénotype selon l'environnement.

Le but de l’éco-évo-dévo est, entre autres, de découvrir l’origine des interactions entre l’environnement, les gènes et le développement d’un individu et de l’appliquer à la théorie de l’évolution. L’environnement peut induire de la variation développementale à différents niveaux biologiques alors que le développement à proprement parler peut engendrer une certaine régulation en masquant, libérant ou même en créant de nouvelles variations. Tout ceci est contrôlé par la sélection naturelle, permettant l’apparition de nouveaux phénotypes. L’éco-évo-dévo bonifiera, en plus de la compréhension de l’évolution, les mécanismes génétiques à la base des réponses des différents organismes face à leur environnement (Abouheif et al., 2013).

### Symbiose du développement
La symbiose développementale consiste en un concept de construction des organismes par leur interaction avec des microorganismes symbiotiques. En effet, ces microorganismes participent à la variation génétique des êtres qu’ils habitent, comme les animaux ou les plantes par exemple. Ils peuvent aussi procurer certains types de mécanismes favorisant la sélection sexuelle, pouvant alors mener jusqu’à la spéciation de certains individus, conduisant alors à la création d’une nouvelle espèce (Gilbert, Bosch et Ledón-Rettig, 2015).

### Plasticité du développement
La plasticité du développement est la capacité des organismes, soit au stade larvaire, soit au stade embryonnaire, de changer de forme, de physiologie ou de comportement selon leur environnement. Pour un même gène donné, selon l’environnement dans lequel il se trouve, il peut y avoir plusieurs phénotypes possibles. Alors, l’environnement est un élément important dans la variation du développement puisqu’en plus de faire partie de la sélection, il participe aussi à la production de différents phénotypes. Dû à ces phénotypes influencés par l’environnement, cela peut éventuellement permettre au génome d’assimiler ces traits acquis selon les changements environnementaux (Gilbert, Bosch et Ledón-Rettig, 2015).